# Glostrup
 For alternative betydninger, se Glostrup (flertydig). (Se også artikler, som begynder med Glostrup)
 Denne artikel handler om bydelen Glostrup. Ordet Glostrup bruges ofte også som en kort betegnelse for Glostrup Kommune.
Glostrup er en bydel i Storkøbenhavn med 23.540 indbyggere  (2024), beliggende i Glostrup Kommune 11 kilometer vest for København Centrum mellem Brøndbyvester mod syd, Albertslund mod vest og Rødovre mod nordøst.

## Etymologi
Glostrup er en torp, det vil sige en udflytterlandsby, som der opstod mange af 1000-1250. Navnet var antagelig oprindelig Globs torp. En mand ved navn Glob er sandsynligvis draget ud fra en af de nærliggende landsbyer og har grundlagt en ny by, hvor Glostrup ligger. Og byen blev navngivet efter sin grundlægger.

## Historie
Byen omtales for første gang i perioden mellem 1186 og 1197 som Glostorp, men byen er formentlig endnu ældre, og meget tyder på, at den er grundlagt nogenlunde samtidig med opførelsen af Glostrup Kirke omkring 1150, hvor landsbyen opstod omkring kirken og gadekæret. Men antallet af gårde i landsbyen på dette tidspunkt kender man ikke.
Landsbyens bønder var oprindelig selvejere, men allerede omkring 1200 var nogle af dem blevet fæstere. På grund af de stigende skatter i 1300-tallet valgte mange af de resterende selvejere at overlade deres jord til herremænd eller kirken, for derefter at fæste selvsamme jord. I løbet af middelalderen overtog Roskilde Domkirke derfor det meste af jorden i området. Ved reformationen i 1536 blev det meste land overdraget til kongen, der overlod noget af det til diverse stiftelser m.m.
| Folketal for Glostrup by |            |
| År                       | Indbyggere |
| 1787                     | 143        |
| 1801                     | 147        |
| 1834                     | 197        |
| 1840                     | 210        |
| 1850                     | 275        |
| 1860                     | 289        |
| 1870                     | 334        |
| 1880                     | 379        |
| 1890                     | 553        |
| 1901                     | 1.174      |
| 1945                     | 8.361      |

I 1682 bestod landsbyen 8 gårde og 2 huse med jord og 13 huse uden jord. Det samlede dyrkede areal udgjorde 391,6 tønder land skyldsat til 95,63 tdr hartkorn. Dyrkningsformen var trevangsbrug. Bymarken var delt i de tre vange (Kindebjergmarken, Yslebjergmarken og Lillemarken), hvor man skiftevis dyrkede rug, byg og græs. Landsbyens bønder dyrkede jorden i fællesskab, og én gang ugentlig blev arbejdet diskuteret ved bystævnet.
Udviklingen løb imidlertid fra denne måde at dyrke jorden på, og i slutningen af 1700-tallet blev de fleste landsbyer udskiftet, dvs. hver gård fik et sammenhængende stykke jord at dyrke. Udskiftningen i Glostrup foregik i 1792, og den blev gennemført som en såkaldt stjerneudskiftning, hvilket betød at alle gårdene blev liggende i landsbyen, i det mindste indtil ca. 1850.
I 1770-1773 blev den nye landevej mellem København og Roskilde anlagt gennem Glostrup. Vejen eksisterer stadig som hovedvej (tidligere kendt som hovedvej A1, nu sekundærrute 156) og ud for Glostrup Kirke viser den gamle milesten fortsat afstanden til København: 1½ mil.
På trods af nærheden til kirke og den nye vejforbindelse til København og Roskilde var Glostrup helt indtil 1840'erne sognets mindste by.

### Stationsbyen
I 1847 åbnede Danmarks første jernbane på strækningen København-Roskilde. Én af stationerne på strækningen blev placeret ved Glostrup (Glostrup Station), der dermed fik flere daglige togforbindelser til København og Roskilde. At jernbanen kom til byen betød i de første år kun begrænset vækst i området. Byen var fortsat en landsby, hvor hovedparten af indbyggerne ernærede sig ved landbrug.
Undtagelsen var åbningen af Glostrup Bryggeri i 1845. Bryggeriet fik senere stor betydning for byen, og i 1890 beskæftigede det 48 af Glostrups befolkning.
I 1880 førtes de første telegraflinjer langs Roskildevej til Glostrup, og fire år senere fulgte telefonlinjerne.
Mod slutningen af 1800-tallet begyndte en kraftig udvikling i Glostrup. Byen begyndte at vokse hurtigt, og i 1880'erne tog Glostrup skridtet fra landsby til stationsby. Udviklingen blev desuden accelereret i forbindelse med opførelsen af Vestvolden ca. 2 km øst for byen i 1888-1892. Håndværkere, handelsfolk og voldarbejdere valfartede til byen, og i 1890 var landbruget for første gang ikke hovederhvervet.
Omkring år 1900 begyndte udviklingen at tage fart, og flere centrale institutioner og virksomheder grundlægges. Allerede ved århundredeskiftet havde byen kirke, præstegård, skole, distriktslægebolig, apotek, jernbanestation, telegrafstation, postekspedition, kro, bryggeri, bageri, købmandshandel med mere. Af nye virksomheder tilkom blandt andet Oliemøllen (1901) der i 1923 overtoges af Sunlight, Glostrup Kommuneskole (1902) - i dag Højvangsskolen - samt Forstædernes Bank (1905).
I 1911 havde Glostrup 2.231 indbyggere, heraf ernærede 189 sig ved landbrug, 1.103 ved håndværk og industri, 387 ved handel, 135 ved transport og 105 af egne midler.
Endnu frem til mellemkrigstiden udgjorde Glostrup en selvstændig stationsby men udviklede sig sideløbende til en satellitby til Storkøbenhavn, hvor i 1957 1.560 pendlede til hovedstaden for at arbejde.
Siden har Glostrup udviklet sig til københavnsk forstad og vestlig bydel. Bydelens postnummer er: 2600 Glostrup.

## Venskabsbyer
- Koekelberg
- Kotka
- Talsi
- Landskrona